# Klooster van de Zusters van de Goddelijke Voorzienigheid (Roeselare)
Het Klooster van de Zusters van de Goddelijke Voorzienigheid is een voormalig klooster in de West-Vlaamse stad Roeselare, gelegen aan de Arme-Klarenstraat 75.
Het klooster werd gebouwd in 1920, dus vlak na de Eerste Wereldoorlog, met steun van het Britse en Amerikaanse Rode Kruis. Bij het klooster hoorde namelijk ook een volksdispensarium dat door de zusters werd verzorgd en waar armere bewoners van Roeselare terecht konden.
Het in rode bakstenen uitgevoerde complex beschikt over een kapel welke dwars op de kloostervleugel is geplaatst en voorzien is van een dakruiter. De kapel wordt overwelfd door een spitstongewelf.
In het interieur van het klooster zijn de muurkasten van de voormalige apotheek nog bewaard gebleven.
Naast het voormalig klooster bevindt zich de Albrecht Rodenbachbibliotheek.